# 尚波
尚波（法語：Champeaux，法語發音：[ʃɑ̃po] ⓘ）是法国塞纳-马恩省的一个市镇，属于默伦区。

## 地理
尚波（48°35'6"N, 2°48'26"E）面积13.05 平方千米，位于法国法蘭西島大區塞纳-马恩省，该省份为法国北部内陆省份，北起瓦兹省，西接埃松省、马恩河谷省、塞纳-圣但尼省和瓦兹河谷省，南至卢瓦雷省，东南接约讷省，东临马恩省和奥布省，东北接埃纳省。
与尚波接壤的市镇（或旧市镇、城区）包括：圣梅里、昂德勒泽勒、布朗迪、富瑞、莫尔芒。

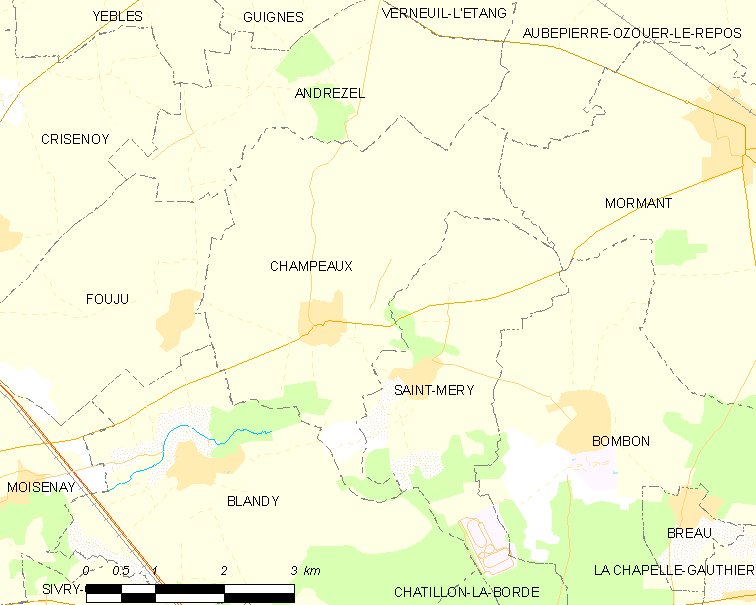
尚波的OSM定位图

尚波的时区为UTC+01:00、UTC+02:00（夏令时）。

## 行政
尚波的邮政编码为77720，INSEE市镇编码为77082。

## 政治
尚波所属的省级选区为楠日县。

## 人口

1962-2008年间尚波人口变化图示

尚波于2022年1月1日时的人口数量为814人。